# 牛雜

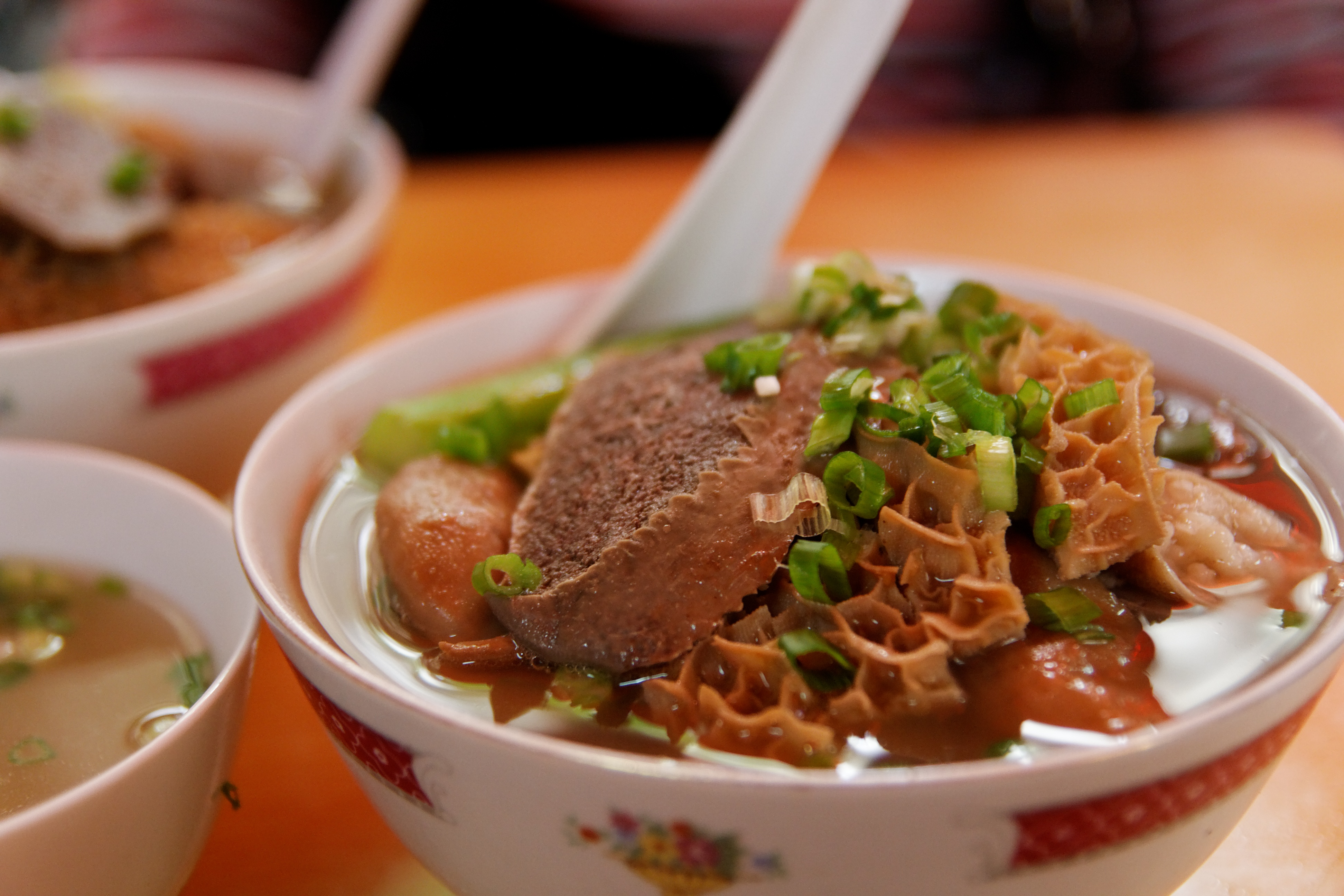
牛雜河粉

牛雜是東南亞、廣東、香港常見的小吃，由牛的內臟煮成，包括牛胃、牛心、牛肝、牛腎、牛肺、牛沙瓜等等。通常与白蘿蔔一起煮，再以濃郁的柱侯醬汁或鹵水汁調味。

## 起源
關於牛雜的起源，相傳是上古一位大王在先農壇親耕祭祀農神時，突然天降大雨，大王看到當地百姓饑謹，立即下令屠宰親耕的牛，將其牛肉、牛肚、牛心、牛肝、牛百葉、牛腸等放入鍋中。百姓食後醇正鮮美，味道甚好。至此流傳于廣東等地。由於其蛋白質較高，營養豐富。且很容易被胃腸吸收，是有益於健康的絕佳食品，後被人們稱之為「牛雜碎」。
廣州被稱為是牛雜的發源地。和味牛杂萝卜据说是光绪年间一个居住在光塔寺附近的回族厨师发明的。光塔寺是一座历史悠久的清真寺，附近一带曾是信奉伊斯兰教的回民聚居地。出于宗教信仰，伊斯兰教教徒都不吃猪肉，故一个回民厨师就想到在光塔寺附近开了一家牛香店。他用牛肠、牛膀、牛肺、萝卜用加了花椒、八角等五种味料的酱汁慢火炆好几个小时，等牛杂炆透了，而萝卜又吸满了加入牛杂味的酱汁后，再剪开小块，用小竹签串着醮辣椒酱吃，曰为和味牛杂萝卜，入口回味无穷。此味一出，果然吸引附近的回民甚至非回民都来光顾。于是，善食的广州人都纷纷仿效，和味牛杂萝卜一味流传至今了。

## 食用
由於動物內臟含有大量血液及分泌物，所以在烹調前必須清洗乾淨。牛雜本來是平價的食品，但烹調得當卻能帶出獨特美味。牛雜常被作為小吃，串在一起出售。牛雜在香港常被作為粉麵的配料，其中以牛腩麵最為著名。

## 種類
常見的：

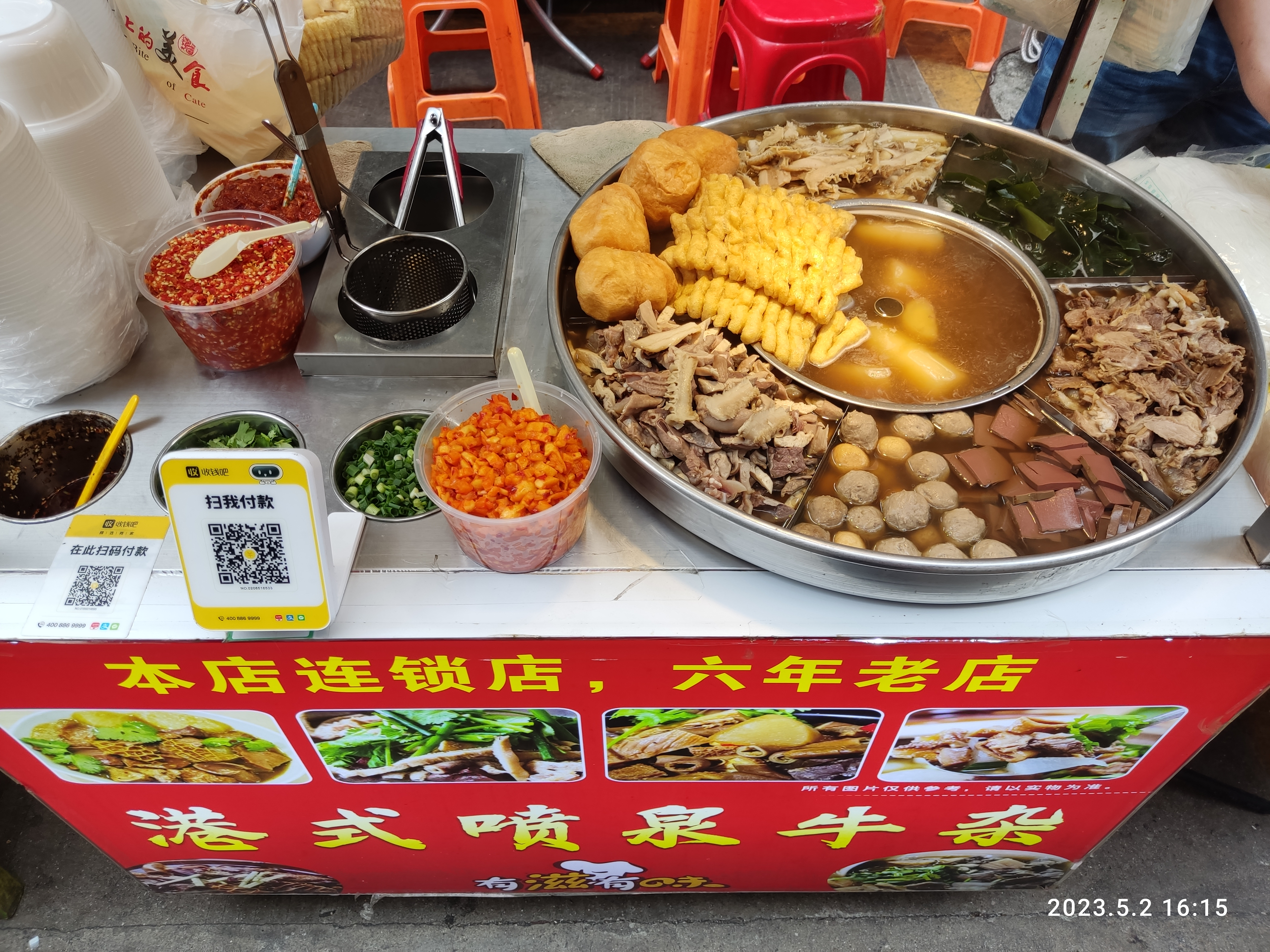
深圳水圍的一个牛杂摊位

- 牛胃（香港通常把牛的四個胃稱為：草肚、金錢肚、牛柏葉和牛沙瓜）
- 牛腸
- 牛肺
- 牛膀，即脾臟
- 牛肚，即瘤胃（草胃或毛肚）
- 牛肝
- 牛腎
- 牛根
- 牛柏葉，即重瓣胃
- 金錢肚，即網胃（蜂巢胃）
- 牛沙瓜或牛傘肚，即皺胃（真胃）

較特別和少有的：
- 牛薑（牛的背韌帶「牛板筋」）
- 牛天梯（牛的上顎）
- 牛脆骨（牛的氣管）
- 牛心頂（牛的心臟血管頭）
- 牛荔枝（牛的乳腺）
- 牛波子（牛的睪丸）
- 牛鞭（牛的陽具）
- 牛歡喜（牛的外陰部和陰道）